# Gulgumpad skogssångare
Gulgumpad skogssångare (Setophaga coronata) är en vida utbredd skogssångare, den i Europa oftast påträffade arten i familjen liksom den i Nordamerika nordligast övervintrande. Det är omdiskuterat huruvida den utgör en art eller flera.

## Utbredning och systematik
Gulgumpad skogssångare förekommer från norra Alaska ner till västra Guatemala. Den delas in i tre grupper med fem underarter, följande utbredning:
- coronata-gruppen
  - hooveri – häckar i Alaska och nordvästra Kanada; flyttar vintertid till västra USA och nordvästra Kanada
  - coronata – häckar från sydcentrala och sydöstra Kanada till nordcentrala och nordöstra USA; flyttar vintertid till Centralamerika och Karibien
- auduboni-gruppen
  - auduboni – häckar i sydvästra Kanada och västra USA; flyttar vintertid söderut till västra Honduras
  - nigrifrons – stannfågel i Sierra Madre Occidental i västra Mexiko (Chihuahua till Durango)
- goldmani – stannfågel i höga bergstrakter i södra Chiapas (Volcán Tacaná) och västra Guatemala

Huruvida de tre underartsgrupperna utgör egna arter eller ej har varit mycket omstritt. Ursprungligen beskrevs coronata och auduboni som två olika arter, men slogs samman till en och samma art efter att hybridisering noterats där auduboni och coronata möts. Efter studier från 2014 började röster höras för att återigen särskilja dem som egna arter, och även lyfta upp den genetiskt mest avvikande goldmani som egen art. En teori är att auduboni är ett resultat av historisk hybridisering mellan coronata och taxonet nigrifrons, på liknande sätt som italiensk sparv är resultatet av hybridisering mellan spansk sparv och gråsparv men som nu uppträder som egen art. Hybridisering förekommer än idag men är begränsad, vilket tyder på att det finns barriärer för genflöde mellan coronata och auduboni, ett argument för att de uppträder som egna arter. Birdlife Sverige delade därför 2018 upp gulgumpad skogssångare i de tre arterna myrtenskogssångare, audubonskogssångare (sedermera omdöpt till gulhakad skogssångare) och guatemalaskogssångare. Detta beslut reverserades dock 2025 när BirdLife Sverige anslöt till världslistan AviList. Där behandlas gulgumpad skogssångare fortsatt som en art i väntan på bättre studier i kontaktzonen mellan audoboni och coronata.

### Släktestillhörighet
Tidigare placerades arten i Dendroica, men detta släkte inkluderas numera i Setophaga efter genetiska studier.

### Myrtenskogssångare i Europa
Myrtenskogssångare är en sällsynt gäst i Europa, huvudsakligen från oktober till mitten av november. Den har framför allt setts på Island (17 fynd till och med 2015), i Storbritannien (18 fynd), i Azorerna (16 fynd) samt på Irland (16 fynd). Den har också setts i Norge, Nederländerna, Spanien och Kanarieöarna.

## Utseende och läten
Gulgumpad skogssångare är en rätt stor och långstjärtad skogssångare med kraftig, mörk näbb. I alla dräkter har den en iögonfallande gul övergump och dubbla vita vingband. De tre underartsgrupperna skiljer sig förhållandevis tydligt åt. 
Hos underartsgruppen "coronata", "myrtenskogssångare" är hanen i häckningsdräkt huvudsakligen grå med streckning på rygg och bröst, vitt på strupen och en bit upp halssidan, vitt ögonbrynsstreck, kontrasterande mörk kind samt gul på flanker och en liten fläck på hjässan. Honans dräkt är en blekare version av hanens. Utanför häckningstid är arten brun ovan med en liten gul fläck vid knogen. I flykten syns vita teckningar på stjärten.
"Myrtenskogssångarens" sång är en rätt entonig och mjuk ramsa som tonar ut på slutet. Locklätet är ett blött och hårt smackande tjick som ofta hörs i flykten.
"Gulhakad skogssångare" (underartsgruppen auduboni) har hos hanen en mer begränsad strupfläck som i häckningsdräkt är gul istället för vit, mindre tydligt ögonbrynsstreck, ingen kontrasterande mörk kind samt vita kanter på större täckarna som skapar en stor vit vingfläck. I vinterdräkt har den mindre tydligt vitt på strupen. Sången beskrivs som mörkare och kortare än "myrtenskogssångaren".

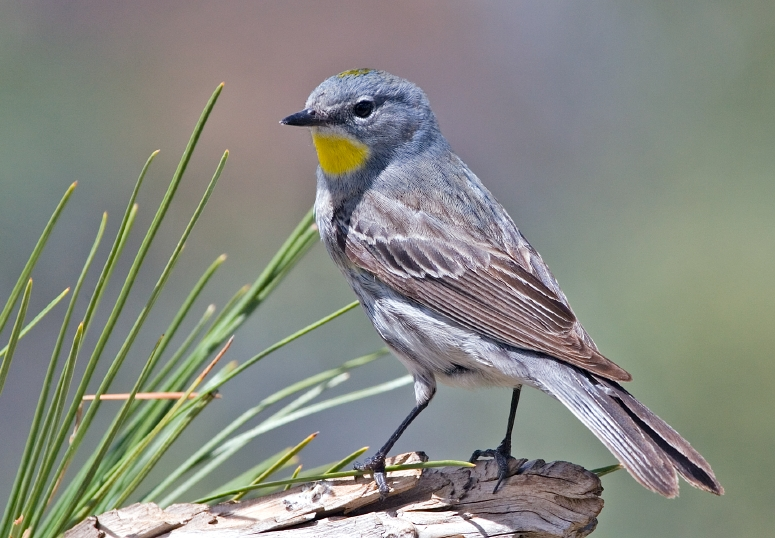
Hane "gulhakad skogssångare" i häckningsdräkt.

Fåglar i sydligaste delen av utbredningsområdet, goldmani, liknar "gulhakad skogssångare". men är nästan helsvart på huvud, rygg och bröst. Det gula på strupen är också kantat av vitt och spetsig, ej rundad.

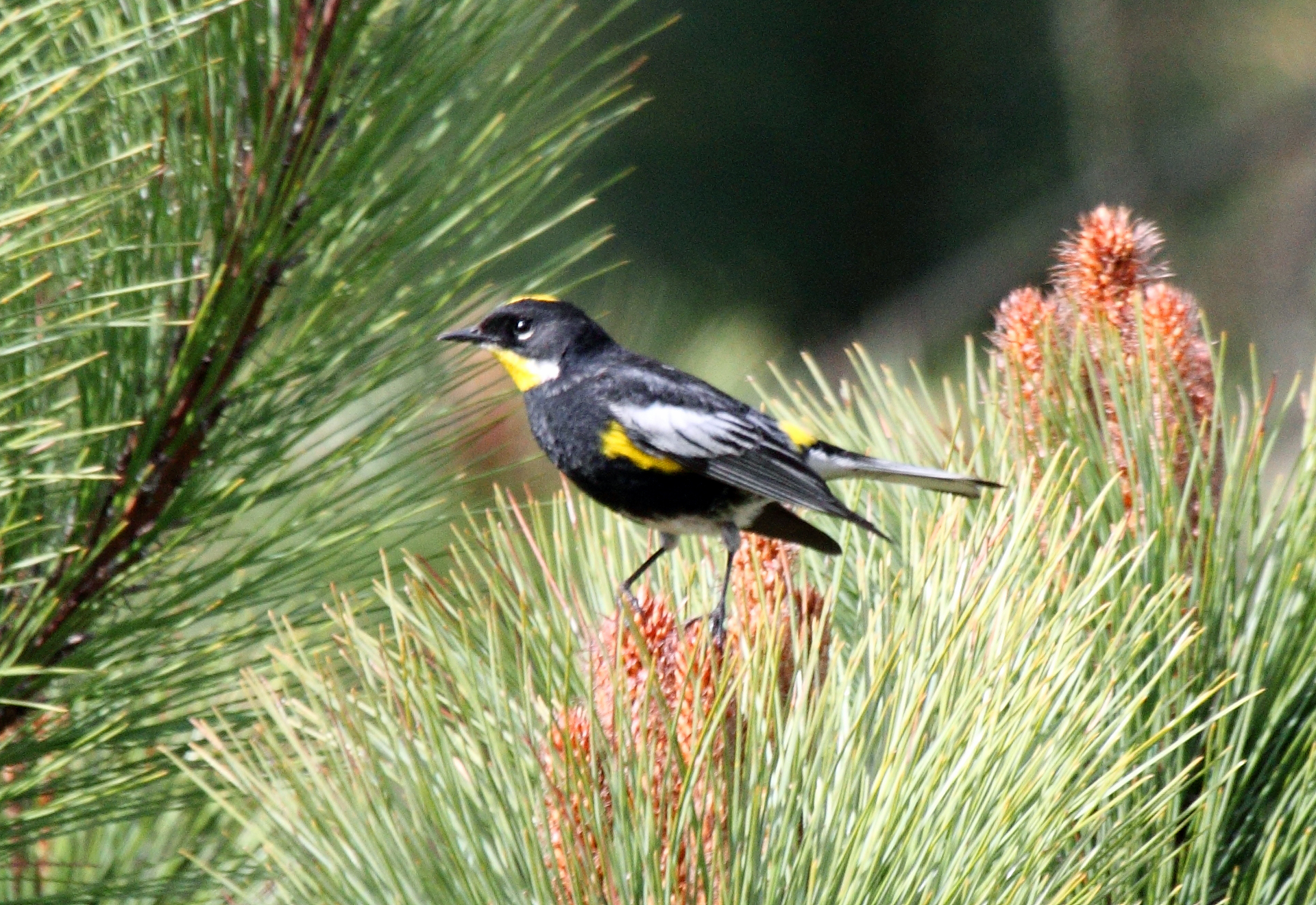
Underarten goldmani, "guatemalaskogsångare".

## Levnadssätt
Gulgumpad skogssångare häckar i öppna barrskogar och skogsbryn, och övervintrar i öppet buskig landskap som sanddyner och fältkanter, framför allt där det finns fruktbärande buskar som en och pors. Den ses ofta i små flockar eller sitta exponerat upprätt på jakt efter insekter som den fångar likt en flugsnappare. Fåglar som flugit fel till Europa ses hoppande på marken i kort gräs, ofta i sällskap med piplärkor.

## Status
Internationella naturvårdsunionen IUCN bedömer hotstatus för coronata-gruppen och auduboni-gruppen inklusive goldmani var för sig, båda som livskraftiga.